# Universal Soldier: Day of Reckoning
Universal Soldier: Day Of Reckoning is een Amerikaanse speelfilm, die het vervolg is van Universal Soldier: Regeneration (2009). De hoofdrollen worden gespeeld door Jean-Claude Van Damme, Dolph Lundgren, Andrei Arlovski en Scott Adkins.

## Rolverdeling
- Jean-Claude Van Damme - Luc Deveraux
- Dolph Lundgren - Andrew Scott
- Scott Adkins - John
- Andrei Arlovski - Magnus
- Roy Jones Jr.
- Mariah Bonner - Sarah
- Rus Blackwell - Agent Gorman
- Beau Brasso - soldaat
- David Jensen - dr. Su
- James DuMont - dr. Timothy Brady
- Glen Warner
- Audrey P. Scott - Emma
- Robert Douthat

## Universal Soldier-reeks
- Universal Soldier (1992 - Van Damme als Deveraux)
- Universal Soldier: The Return (1999 - Van Damme als Deveraux)
- Universal Soldier: Regeneration (2009 - Van Damme als Deveraux)
- Universal Soldier: Day of Reckoning (2012 - Van Damme als Deveraux)

## Opmerkingen
- Oorspronkelijk zat Scott Adkins niet in de cast. Maar nadat Van Damme en Adkins samenwerkten tijdens de opnames van Assassination Games wilde Van Damme Adkins toevoegen omdat hij zo de film meer in de aandacht zou kunnen zetten met een van de grootste actietalenten van Hollywood
- In de zomer van 2012 ging Universal Soldier 4 al van start in het festival - circuit. Op die festivals kreeg de film opvallend positieve reacties en werd de finale meermaals 'een van de beste finales van het jaar' genoemd. Voor de rest werd de arthouse - aanpak geprezen.
- IMDB: 5,3/10